# Hemangioblast

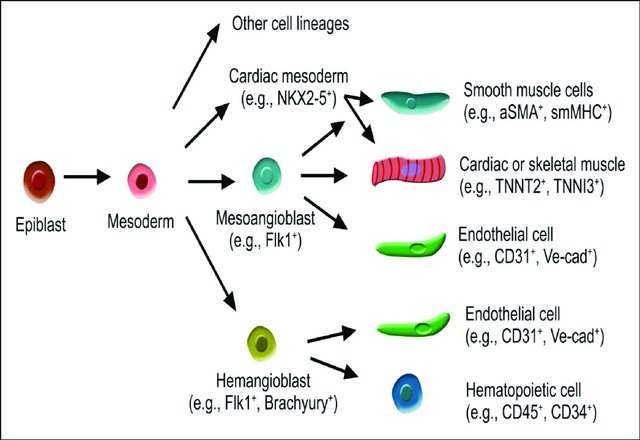
Schematische afbeelding van mesoangioblast en hemangioblast afkomstig van mesoderm.

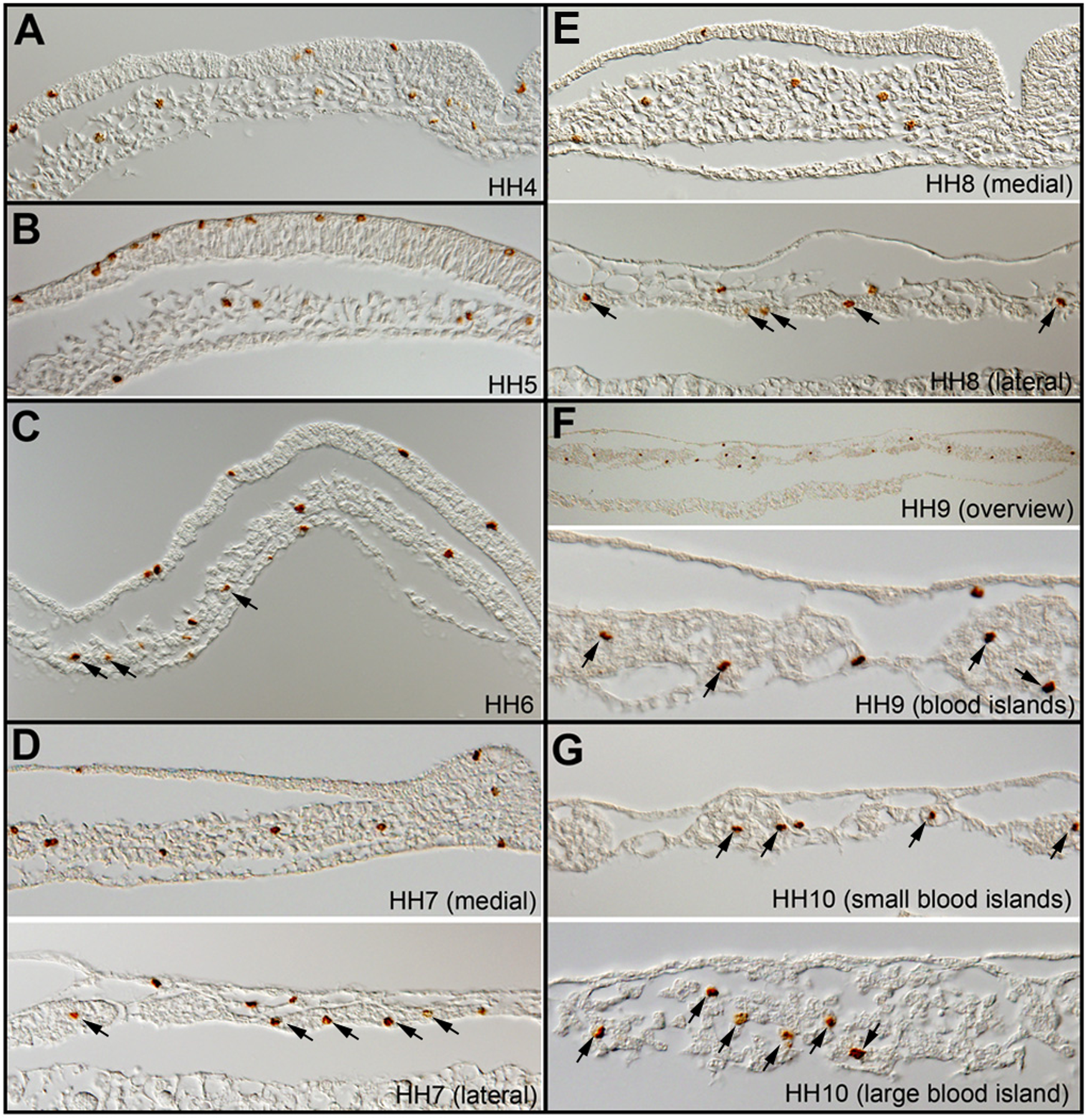
Bloedeilandjes (pijlen) bij kippenembryo's. HH: Hamburger-Hamilton stadia

Hemangioblasten zijn de multipotente voorlopercellen die kunnen differentiëren tot angioblasten, hematopoëtische en endotheelcellen. In het muizenembryo markeert het ontstaan van bloedeilandjes in de dooierzak op embryonale dag 7 het begin van de hematopoëse. Vanuit deze bloedeilandjes worden kort daarna de hematopoëtische cellen en bloedvaten gevormd. Bloedeilanden zijn structuren rond het zich ontwikkelende embryo die naar verschillende delen van de bloedsomloop leiden. Bloedeilandjes ontstaan buiten het zich ontwikkelende embryo op de dooierzak, allantois, hechtsteel en chorion.
Hemangioblasten zijn de voorlopercellen die de bloedeilandjes vormen. Tot op heden is de hemangioblast geïdentificeerd in embryo's van mensen, muizen en zebravissen.
Hemangioblasten zijn eerst uit embryonale culturen geëxtraheerd en met cytokines gemanipuleerd om te differentiëren langs hematopoëtische of endothele weg. Het is aangetoond dat deze pre-endothele/pre-hematopoëtische cellen in het embryo voortkomen uit een fenotype CD34-populatie. Vervolgens werd ontdekt dat hemangioblasten ook aanwezig zijn in het weefsel van postnatale individuen, zoals pasgeborenen en volwassenen.
Er zijn nu steeds meer aanwijzingen dat hemangioblasten bij volwassenen blijven bestaan als circulerende stamcellen in het perifeer bloed, die zowel endotheelcellen als hematopoëtische cellen kunnen vormen. Men denkt dat deze cellen zowel CD34 als CD133 tot expressie brengen. Deze cellen zijn waarschijnlijk afkomstig uit het beenmerg en mogelijk zelfs uit hematopoëtische stamcellen.

## Geschiedenis
De hypothese van een hemangioblast werd voor het eerst voorgesteld in 1900 door Wilhelm His. Het bestaan van de hemangioblast werd voor het eerst voorgesteld in 1917 door Florence Sabin, die de nauwe ruimtelijke en temporele nabijheid observeerde van de ontwikkeling van bloedvaten en rode bloedcellen in de dooierzak van kippenembryo's. In 1932 bedacht Murray, met dezelfde observatie als Sabin, de term "hemangioblast".
De hypothese van een bipotente voorloper werd verder ondersteund door het feit dat endotheelcellen en hematopoëtische cellen veel van dezelfde markers delen, waaronder Flk1, Vegf, CD34, Scl, Gata2, Runx1 en Pecam-1. Bovendien werd aangetoond dat zonder Flk1 in het zich ontwikkelende embryo resulteert in het verdwijnen van zowel hematopoëtische cellen als endotheelcellen.
In 1997 isoleerde Kennedy van het Keller Lab voor het eerst het in-vitro-equivalent van de hemangioblast. Deze cellen werden blastkolonievormende cellen (BL-CFC) genoemd. Met behulp van aggregaten van differentiërende embryonale stamcellen van muizen, embryoïde lichamen genaamd, plaatsten de auteurs cellen in de differentiatietijdlijn vlak vóór het ontstaan van hematopoëtische cellen. In aanwezigheid van de juiste cytokinen kon een subset van deze cellen differentiëren tot hematopoëtische cellen. Bovendien kunnen deze cellen ook differentiëren tot endotheelcellen, zoals aangetoond door Choi van het Keller Lab.
In 2004 werden hemangioblasten geïsoleerd in het muizenembryo door Huber van het Keller Lab. Ze zijn afkomstig van het achterste primitieve streepgebied van het mesoderm tijdens de gastrulatie. Door gebruik te maken van verdunningsklonering hebben de auteurs aangetoond dat de resulterende hematopoëtische en endotheelcellen inderdaad van klonale oorsprong waren, wat bewijst dat ze de hemangioblast succesvol hebben geïsoleerd in het zich ontwikkelende embryo. Verdunningsklonering beschrijft een procedure om een monoklonale celpopulatie te verkrijgen uitgaande van een polyklonale celmassa. Dit wordt bereikt door een reeks toenemende verdunningen van de oorspronkelijke (polyklonale) celcultuur op te zetten.